# 梁曾甫
梁曾甫（？—1359年），元朝官员，南海泮浦（位于今佛山市境内）人。
梁曾甫在至正年间担任广州番禺沙湾巡检。至正十九年（1359年），海盗进犯广州沿海，梁曾甫据地势立垒寨，流亡者归还，尽散家财以饷，钱财不足，又抵押其田，乡人靠他守堵。海盗遣使说降，梁曾甫将使者斩杀。海盗怒，以精锐来攻，梁曾甫与孔昺兵败被杀。